# Dendrohyrax
Dendrohyrax là một chi động vật có vú trong họ Procaviidae, bộ Hyracoidea. Chi này được Gray miêu tả năm 1868. Loài điển hình của chi này là Hyrax arboreus A. Smith, 1827.

## Hình ảnh

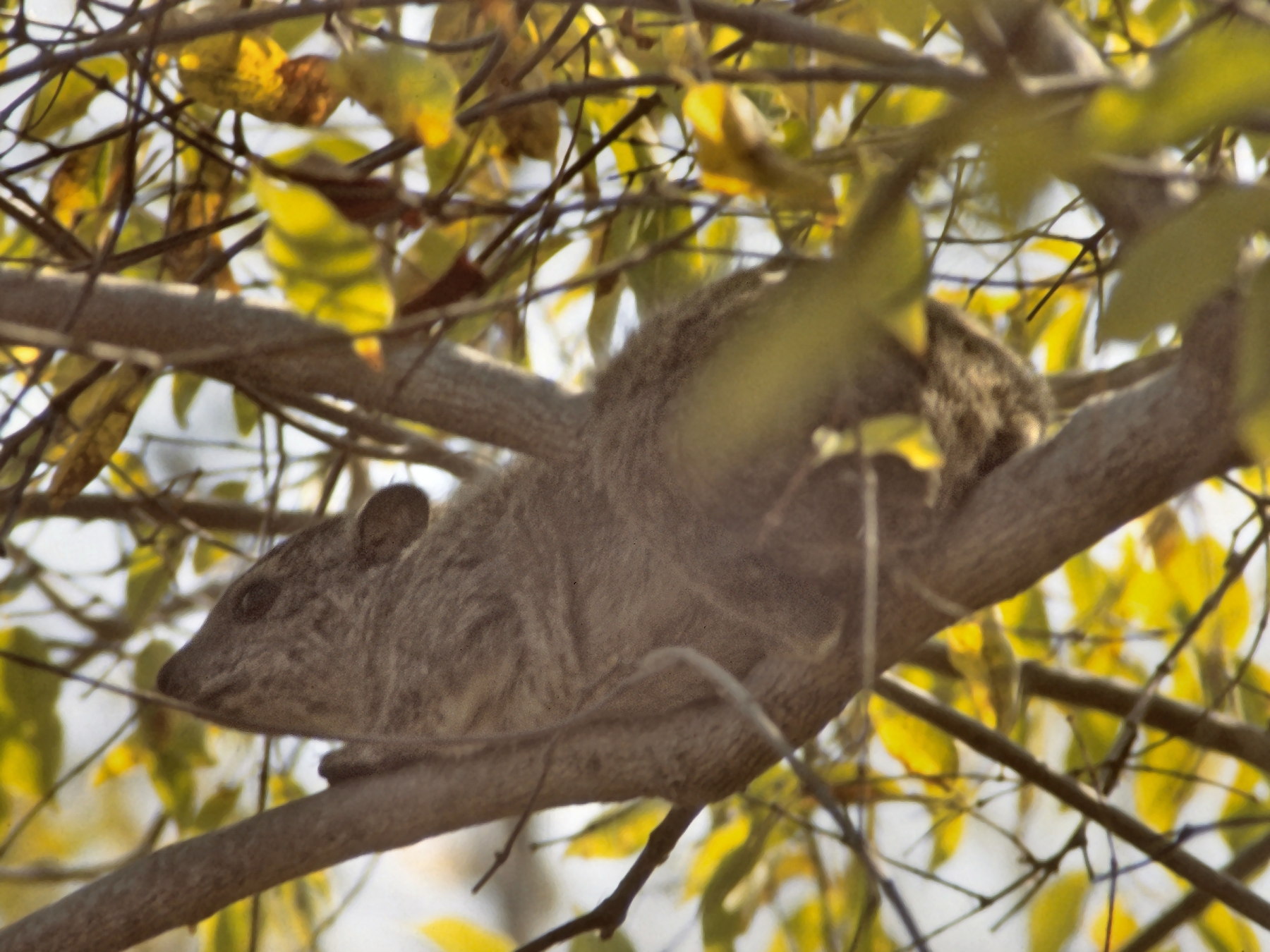

## Các loài
Chi này gồm các loài: